# Детройт Ред Вінгз
«Детройт Ред Вінгз» (укр. Червоні Крила Детройту, англ. Detroit Red Wings) — заснована у 1926 професіональна хокейна команда міста Детройт у штаті Мічиган. «Ред Вінгз» одна з шести найстарших команд у Національній хокейній лізі. Команда — член Атлантичного дивізіону, Східної конференції, Національної хокейної ліги.
Домашній спортивний комплекс «Детройт Ред Вінгз» — Літтл Сізарс-арена.
«Ред Вінгз» 11 разів виграли Кубок Стенлі у роках 1935—36, 1936—37, 1942—43, 1949—50, 1951—52, 1953—54, 1954—55, 1996—97, 1997—98, 2001—02 і 2007—08.

## Володари Кубка Стенлі

### 2002 рік
| Воротарі: Домінік Гашек, Менні Легасі Захисники: Кріс Челіос, Стів Дюшен, Їржі Фішер, Ніклас Лідстрем, Фредрік Улавссон, Їржі Шлегр Нападники: Матьє Дандено, Павло Дацюк, Бойд Деверо, Кріс Дрейпер, Сергій Федоров, Томас Гольмстрем, Бретт Галл, Ігор Ларіонов, Кірк Малтбі, Даррен Маккарті, Люк Робітайл, Брендан Шенаген, Джейсон Вільямс, Стів Айзерман (К) Головний тренер: Скотті Боумен Генеральний менеджер: Кен Голланд |

### 2008
| Воротарі: Домінік Гашек, Кріс Осгуд Захисники: Кріс Челіос, Ніклас Кронвалль, Бретт Лебда, Ніклас Лідстрем, Андреас Лілья, Дерек Міч, Браєн Рафалскі, Бред Стюарт Нападники: Даніель Клірі , Павло Дацюк, Аарон Дауні, Даллас Дрейк, Кріс Дрейпер, Валттері Фільппула, Юхан Франзен, Даррен Гелм, Томас Гольмстрем, Їржі Гудлер, Томаш Копецький, Кірк Малтбі, Даррен Маккарті, Мікаель Самуельссон, Генрік Зеттерберг Головний тренер: Майк Бебкок Генеральний менеджер: Кен Голланд |

## Відомі гравці
- Сід Абель
- Гарнет Бейлі
- Гері Бергмен
- Марті Беррі
- Марсель Бонен
- Андре Проновост
- Адам Браун
- Мад Брюнто
- Гаррі Вотсон
- Боб Голдгем
- Воррен Годфрі
- Сід Гоу
- Тоні Лесвік
- Гербі Льюїс
- Ларрі Орі
- Марті Павелич
- Вел Фонтейн
- Джордж Хей
- Пет Макріві
- Клер Мартін
- Метт Равлич
- Рік Зомбо
- Піт Бельфей
- Білл Бридж
- Боб Бейлі
- Беррі Каллен
- Корі Кросс
- Стівен Вейсс
- Кріс Еванс
- Тім Екклстоун
- Галдор Галдерсон
- Джим Резерфорд
- Елвін Джонс